# 대구서평초등학교
대구서평초등학교는 대한민국 대구광역시 서구에 있는 초등학교다.

## 역사
- 1983-12-08 대구서평초등학교 설립인가
- 1984-03-01 개교(17학급, 799명)
- 2006-01-02 교실수업개선 시범학교 지정(2006. 3.1 - 2008. 2. 29)
- 2006-02-13 교실환경개선 사업(다용도장-일반교실30,특수학급2,유치원1)
- 2007-01-01 관찰 탐구 동산 조성
- 2007-02-14 제22회 졸업식 실시(졸업생 총계 5805명)
- 2007-03-02 신입생 입학식(111명. 4개반 편성)
- 2008-08-20 서편 방음벽 제거
- 2008-11-04 학교폭력 및 성폭력 예방용 CCTV 시스템 설치
- 2009-02-28 각 교실 천정형 냉난방기 설치
- 2009-06-22 영어체험교실 구축
- 2010-01-02 체육관 착공
- 2010-01-26 진등 보육실 준공
- 2010-03-02 제30회 신입생 입학식 (62명, 2개반 편성)
- 2010-04-16 햇살보육실 개설
- 2010-12-13 영어교사 보조로봇 활용 방과후수업 시범 사업
- 2011-02-17 학교안전강화시스템 구축
- 2011-03-09 서평나래관 개관
- 2011-03-30 2011 교수ㆍ학습지원 멘토링 활동
- 2012-02-18 상담실(Wee class) 준공
- 2012-03-07 쑥쑥돌봄실 준공
- 2012-05-24 교육복지실 준공
- 2012-10-20 운동장 남측 벽화 그리기 작업(교사, 전교생참여)
- 2014-02-26 급식실, 외부도색 및 교문 준공
- 2014-09-22 무선AP 5개소 개통
- 2014-12-10 제8회 교육정보화연구대회 학교경영분과 교육부장관상 수상
- 2014-12-22 2014년 학교교육정보화 우수학교 교육감 표창 수상
- 2014-12-22 2014년 교육활동 유공학교 장학활동 영역 교육감 표창 수상
- 2014-12-22 2014년 사랑의 도시락데이 우수공모전 최우수상 수상
- 2015-02-16 제30회 졸업식(58명, 3개반)
- 2015-03-01 제31회 신입생 입학식(27명, 2개반 편성)
- 2015-08-10 무선AP 15개소 추가 개통(전교실,영어실,강당)

## 이용가능한 대중교통

### 버스
- 서평초등학교 = 234 , 309 , 524 , 서구1(-1) , 칠곡6
- 서대구KTX영무예다음 앞.건너 = 524 , 750 , 서구1(-1)
- 평리6동 행정복지센터 앞.건너 = 234 , 309 , 750 , 칠곡6
- 서평초등학교 건너 = 234 , 309 , 524 , 서구1(-1) , 칠곡6
- 평리네거리3 = 234 , 309 , 750 , 칠곡6
- 서구청소년수련관 = 204 , 524 , 750 , 서구1(-1)
- 평리5동 행정복지센터 앞.건너 = 204